# Le Rossignol chinois
Pour les articles homonymes, voir Rossignol (homonymie).
Le Rossignol chinois est un photomontage de Max Ernst réalisé en 1920 (12,2 cm x 8,8 cm). Son titre s'inspire du conte Le Rossignol et l'Empereur de Chine de Hans Christian Andersen[réf. nécessaire].
C'est une œuvre surréaliste, représentant en arrière-plan une bombe intacte dans un champ de paille et d'herbe. Le Rossignol est formé par une torpille, un éventail, deux bras humains. Ce photomontage dénonce la guerre et ridiculise les bombes qui étaient considérées comme puissantes et performantes.
Le surréalisme est lié aux effets de ruptures et aux choses inattendues. Le Rossignol chinois mêle le conscient et l'inconscient.